# Cortes de Santiago y La Coruña
Las Cortes de Santiago y La Coruña fueron una reunión de las Cortes de Castilla acaecida en ambas localidades gallegas, primero en Santiago de Compostela y luego en La Coruña, que tuvieron lugar al comienzo del reinado de Carlos I, entre el 31 de marzo y el 25 de abril de 1520.

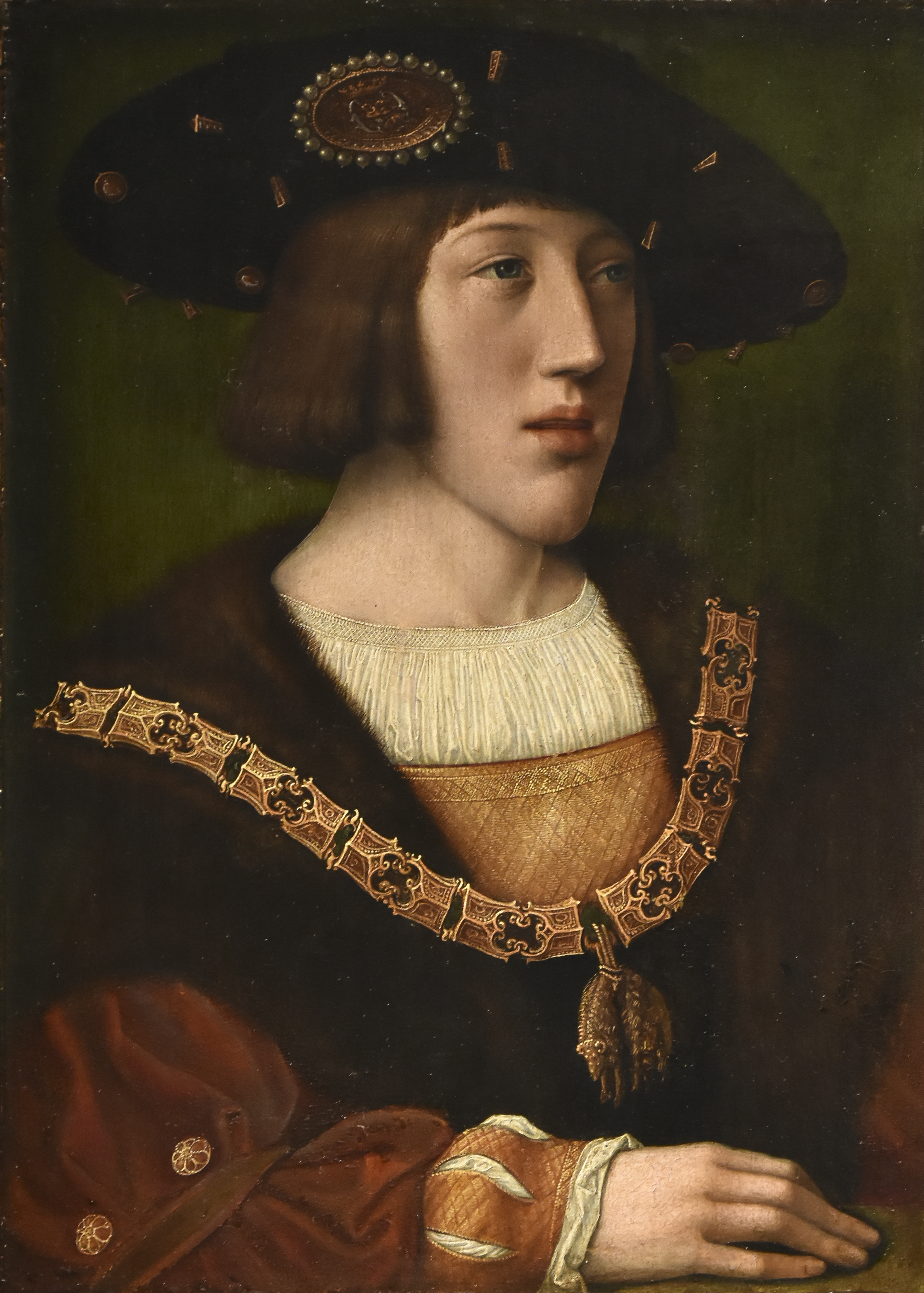
Carlos I en 1516, retratado por Bernard van Orley.

A finales de 1519 el joven Carlos I fue elegido emperador del Sacro Imperio Romano Germánico. Unos meses después, en febrero de 1520, convocó las Cortes con el fin de obtener un cuantioso servicio que le permitiese sufragar su viaje hacia tierras germanas y reembolsar los préstamos que había utilizado para ganar la elección imperial. A pesar de las presiones de los corregidores y de la corte real y en medio de un clima deteriorado por las protestas de Toledo, la mayoría de las ciudades se atuvieron al programa reivindicativo de Salamanca y decidieron enviar a sus procuradores con poderes para no votar el servicio.
Sin la asistencia de aquellas dos ciudades, las Cortes se inauguraron el 31 de marzo con un discurso de Pedro Ruíz de la Mota y prosiguieron en Santiago algunos días más, durante los cuales los diputados se negaron a consentir el impuesto si el monarca no atendía antes sus reivindicaciones. Esta corriente de hostilidad llevó a que Carlos suspendiese sus sesiones el 4 de abril y las reanudase poco más de dos semanas después en La Coruña. El lapso de tiempo que duró este intervalo fue aprovechado por la corte para ejercer presiones sobre los procuradores intransigentes y llevar a cabo una fallida maniobra en el seno del regimiento toledano que acabó por hacer estallar la revuelta comunera el 16 de abril. En La Coruña, finalmente, las Cortes fueron cediendo sobre la cuestión de los impuestos hasta aprobarse el servicio por una gran mayoría.
Tras ello, el rey designó al extranjero Adriano de Utrecht regente de sus posesiones hispánicas y el 20 de mayo se embarcó rumbo hacia Alemania. La revuelta comunera se agravó, en la cual las Cortes de Santiago y La Coruña jugaron un papel muy importante como desencadenante directo del conflicto.

## Contexto histórico

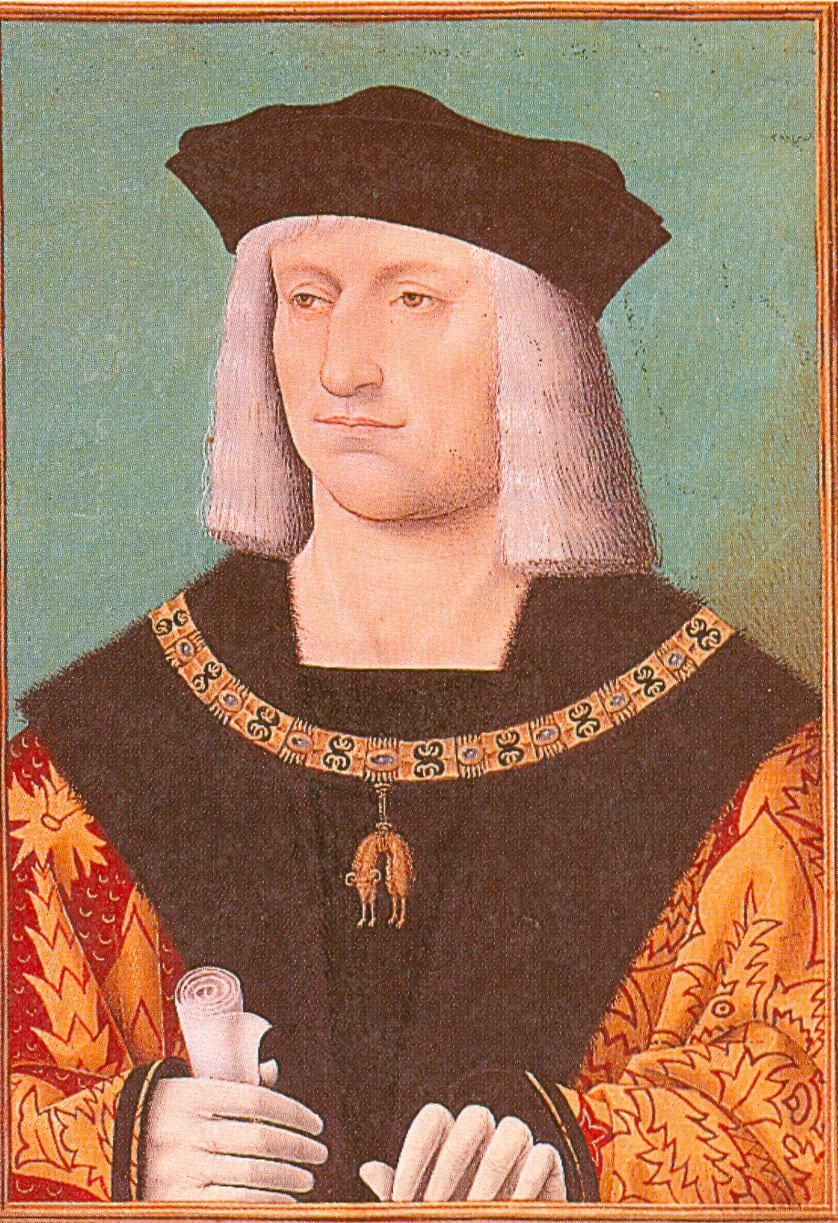
Retrato de Maximiliano I de Habsburgo, abuelo de Carlos I de España y anterior emperador del Sacro Imperio Romano Germánico.

En 1519 se abrió el proceso de elección del emperador del Sacro Imperio Romano Germánico y la mayoría de los electores se pronunciaron a favor de Carlos I para suceder a Maximiliano, su abuelo. Ante el triunfo obtenido, el monarca español necesitaba una cantidad de numerario importante que le permitiese pagar los gastos del viaje y, por sobre todo, reembolsar el dinero prestado por los banqueros genoveses y alemanes, los Welser y los Fugger, el cual había utilizado para disponer a los electores a su favor.

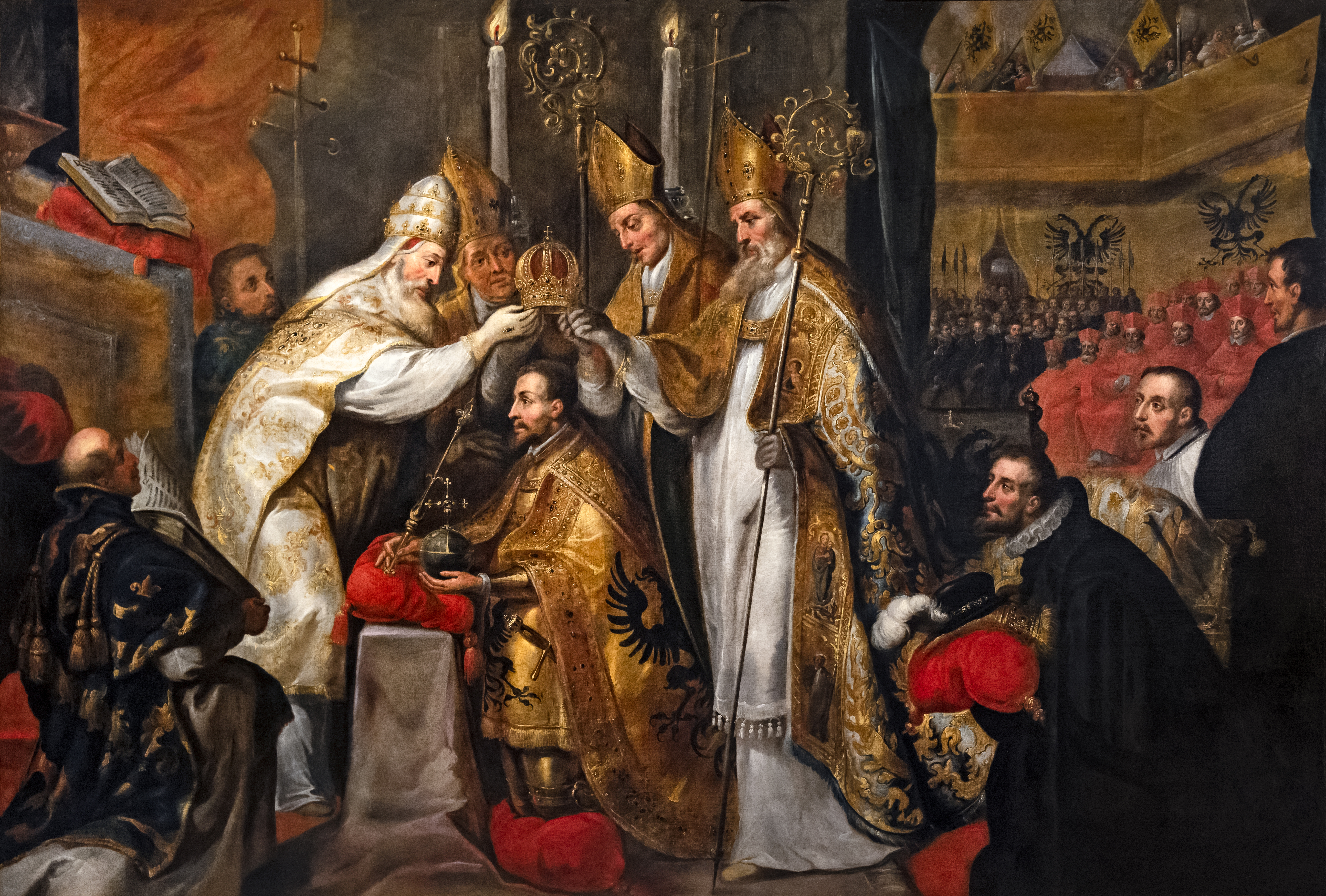
Coronación de Carlos I de España como emperador del Sacro Imperio Romano Germánico en Bolonia (1522), obra de Gaspar de Crayer, conservada en el Museo Ingres Bourdelle, Francia.

El concejo de Toledo se situó al frente de las ciudades que protestaban contra la elección imperial, cuestionando el papel que Castilla debería desempeñar en este nuevo marco político y los gastos que acarrearía a corto plazo, dada la posibilidad de que la Corona se convirtiera en una mera dependencia imperial. Al principio, insistió en la idea de volver al sistema de encabezamientos, una modalidad de recaudación de las alcabalas que se suponía más justa y menos gravosa para los ciudadanos. Pero muy pronto esta reivindicación pasó a segundo plano y Toledo empezó a enviar cartas a las ciudades con voto en Cortes para que se reunieran y adoptaran una postura común respecto a dos puntos fundamentales: la marcha del rey y la organización de la regencia, por un lado, y los problemas derivados de la elección imperial, por otro. En cuanto a lo primero, Toledo introdujo una reivindicación que historiadores como Joseph Pérez han considerado de talante novedoso y revolucionario: que durante la ausencia del monarca, los «pueblos» ejerciesen su derecho a gobernar. En cuanto a lo segundo, la ciudad protestó enérgicamente contra la nueva intitulación real de Carlos I, que anteponía el título de emperador al de rey de Castilla. Esta cuestión se solventó con la siguiente formulación:

Don Carlos, rey de Romanos, semper augusto, electo emperador, y doña Juana, su madre, y el mismo don Carlos, por la gracia de Dios reyes de Castilla (...).
Intitulación real de Carlos I de España y V del Sacro Imperio.

## Preparación de las Cortes
Las Cortes fueron convocadas desde Calahorra el 12 de febrero de 1520, fijándose para su reunión el día 20 de marzo en la ciudad de Santiago de Compostela, reino de Galicia. La elección —contraria a las costumbres— de una localidad tan alejada de Castilla y sus centros políticos provocó cierto malestar en los concejos locales y el círculo de colaboradores del monarca. Todos creían que los procuradores no se reunirían sino en Burgos, aunque el rey nunca dio seguridades en ese sentido:

Enviaisme á suplicar que tenga las Cortes en esa ciudad [de Burgos], y ansi mismo me lo suplicó el Condestable y García Ruiz de la Mota en vestro nombre, y por las causas susodichas vos deseo complacer y hacer mercedes; pero los negocios que agora se ofrecen son tantos y tan grandes, que no puedo buenamente tomar cierta determinación del lugar donde las terne.
Me envíaste a suplicar que tenga las Cortes en esa ciudad [de Burgos], y así mismo me lo suplicó el Condestable y García Ruíz de la Mota en vuestro nombre, y por las causas susodichas deseo complacerlos y hacerles mercedes; pero los negocios que ahora se ofrecen son tantos y tan grandes, que no puedo satisfactoriamente tomar cierta determinación del lugar donde las tendré.
Carta del rey a la ciudad de Burgos, fechada en Molins del Rey el 23 de diciembre de 1519.

Algunos rumores comenzaron entonces a circular. Según uno de ellos, San Isidoro había profetizado la destrucción del reino el día en que las Cortes se reunieran en Galicia. De manera más seria, el 1 de marzo el cabildo de Córdoba acordó pedir al rey que las Cortes se celebrasen en Castilla y no en Santiago, «porque es muy gran novedad y en perjuicio de estos reinos», y lo mismo le suplicaron los concejos de las villas de León, Astorga, Ponferrada y Villafranca del Bierzo en su recorrido rumbo a Galicia. Otro punto de esta argumentación era que la ciudad que iba a ser sede de las Cortes no tenía representación en la asamblea. Y en relación con esto, la convocatoria de 1520 también revivió la antigua disputa que el reino de Galicia mantenía con la ciudad que lo representaba, Zamora. Así, el 15 de febrero Betanzos elevó un memorial al rey para declararle su absoluta fidelidad y pedir que no diese crédito alguno a dicha ciudad, la cual, pretendiendo hablar en nombre de Galicia, se había alineado junto con Toledo. A esta protesta de lealtad le siguió, por su parte, la de La Coruña.

### Presiones a las ciudades
Con el fin de conseguir procuradores afines a la Corona, los corregidores presionaron a los ayuntamientos y les impusieron un mandato redactado de antemano por la Corte, con poderes favorables a la votación del servicio. Además, les encargó la tarea de evitar la participación en los debates de personas impropias al regimiento, sobre todo, miembros del clero, cuya intervención en el ayuntamiento local estaba terminantemente prohibida por la ley.

### Programa de Salamanca
La oposición al mandato imperativo de la Corte y a la política imperial se plasmó en un manifiesto redactado por miembros del clero de Salamanca, entre ellos, los superiores de los franciscanos, agustinos y dominicos: Alonso de Medina, Antonio Ávila, Juan de Argamañón, Juan de Victoria, Juan de Jarandilla, Juan de Bilbao y el doctor Docampo.
El documento, ante todo, exigía el reemplazo de los poderes imprecisos de los diputados por otros más concretos. El punto central era que este nuevo poder (denominado «limitado») debía contener reivindicaciones que el rey estaría obligado a conceder como condición previa a la votación del servicio, el cual sería negado en caso contrario.
Así, primero se pedía la prorrogación de las Cortes por medio año, debido a la gravedad de los temas a debatir, y que además se celebrasen en Castilla («en tierra llana»). A esto seguían dos reivindicaciones clásicas: la prohibición de extraer dinero y caballos del país —más adelante se proponía rebajar la ley de la moneda para igualarla a la de los países comarcanos y evitar su salida— y la exigencia de proveer los oficios y beneficios de Castilla y sus colonias a naturales castellanos. Además, insistía en el mantenimiento de la casa de Contratación en Sevilla:

Que no se quite la contratación de las Yndias, yslas e tierra firme de Sevilla ni se pase a Flandes.
Que no se quite la [Casa de] Contratación de las Indias, islas y tierra firme de Sevilla, ni se pase a Flandes.
Manifiesto de Salamanca.

A estas peticiones les seguía una declaración categórica, la negativa del servicio:

Que no se consienta en servicio ni en repartimiento quel rey pida al reyno.
Que no se consienta en servicio ni en repartimiento que el rey pida al reino.
Ibídem.

El manifiesto también se adentró en la cuestión de la partida del rey. En este sentido se exigía a Carlos que aplazase el viaje al Imperio hasta haber contraído matrimonio y asegurado la sucesión del reino pues, de otro modo, se demandaría el retorno de su hermano Fernando a la península. Además, se hacía hincapié en que una vez partido, la regencia debería estar investida con poderes amplios, con el fin de evitar que se reprodujera la delicada situación de la regencia del cardenal Francisco Jiménez de Cisneros, cuando todas las decisiones se tomaban en el extranjero. En el plano religioso, el manifiesto proponía que se moderase el comercio de indulgencias —para impedir los abusos de sus vendedores— y que el dinero obtenido de ellas no se utilizase para fines diferentes del establecido.
En caso de que el rey se abstuviese de considerar estas exigencias, los procuradores le dirigirían una advertencia solemne previniéndole que las Comunidades del reino —según el contexto, las ciudades y colectividades políticas— tomarían sus responsabilidades y el papel de velar por los intereses nacionales y la independencia en contra del Imperio, negándose a contribuir financieramente a una política que consideraban no interesaba a Castilla:

Sy esto no oviere lugar, le hagan un requerimiento con tres o quatro escrívanos que si algo se hiziere conplidero al bien destos reynos de que su alteza, a parecer de los que le aconsejan la partida, no se tenga por servido, que las Comunidades destos reynos no caigan por ello en mal caso, que más obligadas son al bien destos reynos en que biben que no a lo que pareciere a los que le aconsejan la partida y más es su servicio estar en ellos a governarlos por su presencia que absentarse (...) En caso que no aproveche nada este requerimiento, pedir al rey nuestro señor tenga por bien se hagan arcas de thesoro en las Comunidades en que se guarden las rentas destos reynos para defendellos e acrescentarlos e desenpeñarlos, que no es razón Su Cesárea Magestad gaste las rentas destos reynos en las de los otros señoríos que tiene, pues cada qual dellos es bastante para si, y este no es obligado a ninguno de los otros ni subjeto ni conquistado ni defendido de gentes estrañas.
Si no hubiese lugar para esto, que le hagan un requerimiento con tres o cuatro escribanos de que si algo se hiciere concerniente al bien de estos reinos pero a su alteza, a parecer de los que le aconsejan su partida, no se tuviese por servida, que las Comunidades de estos reinos no caigan por ello en mal caso, que más obligadas son al bien de estos reinos en que viven que a lo que le pareciese a los que le aconsejan la partida, y más es su servicio estar en ellos gobernándolos por su presencia que ausentarse (...) En caso de que no se interese en nada por este requerimiento, pidase al rey nuestro señor que tenga por bien que se hagan arcas de tesoro en las Comunidades, en las que se guarden las rentas de estos reinos para defenderlos, acrecentarlos y desempeñarlos, porque no es razonable que Su Cesárea Magestad gaste las rentas de estos reinos en otros señoríos que tiene, pues cada cual es bastante para sí, y este no es obligado a ninguno de los otros ni sujeto, ni conquistado, ni defendido por gentes extrañas.
Ibídem.

El programa de Salamanca, que preludiaba la insurrección comunera, finalizaba proponiendo al resto de las ciudades representadas en Cortes adoptar su reclamo; según los frailes, todos los brazos sociales de la ciudad (es decir, regidores, clero y población) estaban dispuestos a resistir cualquier tipo de amenazas. También se instaba a los oficiales municipales a no dejarse amedrentar por los corregidores, que tan solo acataban las órdenes del monarca, aunque personalmente pudiesen discrepar y tener miradas distintas a las que buscaban imponer; incluso había un cierto interés por verlos oponerse, porque ello incentivaría a los diputados a resistir más firmemente en sus opiniones.

### Elección en Ávila
En Ávila, el martes 28 de febrero de 1520, la presencia en el ayuntamiento de unos frailes franciscanos influyó para que la ciudad modificase su postura ante el conflicto que se avecinaba con el poder real. En dicha sesión el regidor Suero del Águila propuso que se aplazase la entrega de los poderes de los diputados hasta el próximo sábado, cuando deberían estar presentes personalmente en el consistorio para recibirlos. Uno tras otro —excepto el licenciado Juan de Henao, uno de los dos procuradores— los otros tres regidores presentes (Sancho Sánchez Cimbrón, Pedro del Peso y Cristóbal del Peso), más el procurador general de la tierra y el procurador general de la ciudad, reafirmaron esta propuesta de Suero del Águila. Mientras tanto, designaron a Sancho Sánchez Cimbrón y a Pedro del Peso para redactar la instrucción que habían de llevar a las Cortes; del Peso puso una disculpa y renunció a su responsabilidad.
El 3 de marzo Suero del Águila tomó la palabra nuevamente para manifestar su descontento en cuanto a los poderes de los procuradores Juan de Henao y Diego Hernández de Ávila. Según él, era necesario «enmendarlos» de forma que obligasen al rey a tomar en consideración las reivindicaciones contenidas en el memorial adjunto, «pues tan cumplideras son al servicio de Dios y de su Majestad y bien universal destos sus reinos». Si el rey se negaba, los diputados no votarían el servicio. Cimbrón y Cristóbal del Peso coincidieron su opinión con la de Suero del Águila, por lo que los poderes fueron dados en dichos términos.

### Elección en Madrid
En Madrid se plantearon similares problemas para la monarquía, según afirmó el corregidor Juan de Guevara al monarca a finales del mes de febrero. El 12 de marzo una real cédula exigió al concejo madrileño que modificase el tenor de los poderes dados a sus diputados el 28 de febrero, Francisco de Vargas y Francisco de Luján, para que se adecuasen al modelo remitido por la Corte. A fin de determinar que posición tomar, dos días después se llevó a cabo una multitudinaria asamblea concejil presidida por el teniente del corregidor Alonso Bernal de Quirós y que, además, contó con la asistencia de un gran número de caballeros, escuderos y pecheros —los primeros dos representados por Juan Ortiz y los otros últimos por Juan Vázquez y Esteban Recio (que era sexmero)—, así como de tan solo tres regidores —Antonio de Luzón, Francisco de Herrera y Pedro de Losada—. El único que deseó intervenir en esta ocasión fue el caballero Juan Hurtado de Mendoza, en defensa del rey. Al día siguiente, sin embargo, Juan Vázquez y Esteban Recio, en nombre de la ciudad, se pronunciaron duramente en contra de la modificación de los poderes dados a los procuradores y justificaron esta postura con una extensa lista de razones que, a fin de cuentas, terminó constituyendo una dura crítica a la política de Carlos y sus ministros.

### Elección en Segovia
En Segovia, el concejo se dividió entre los que aceptaban el mandato de la Corona, ocho regidores, y los que no, siete, por lo que el corregidor procedió a destituir a estos últimos y a conminarles a que se presentasen en la Corte. Finalmente, anuló estas sanciones ante el malestar que habían causado y llegó además a un compromiso con los regidores reacios a aceptar su mandato: se añadirían en el mismo algunas consideraciones complementarias, a modo de reivindicaciones. Lo cierto, sin embargo, que es que estas peticiones no eran vinculantes, por lo que el rey tenía vía libre para negarlas en caso de que las considerase injustas.

### Elección en Valladolid
En Valladolid, el 17 de febrero, el concejo acordó reunirse dentro de ocho días para proceder a la elección de los procuradores. Llegado el plazo, el día 24 algunos regidores propusieron que se celebrara una sesión conjunta con los representantes de los tres estamentos (caballeros, religiosos y ciudadanos), pero la decisión tomada en este sentido terminó siendo vetada por el corregidor, Juan de Acuña. Al día siguiente, el monarca le escribió una carta para prevenirle que durante la elección de los diputados no estuviesen presentes miembros ajenos al concejo y para recordarle que el poder fuese dado según la minuta remitida anteriormente. Una real cédula, dirigida al regimiento, repitió la primera prohibición.
El día 27 los representantes de catorce cuadrillas (parroquias), reunidos en asamblea general, se pronunciaron con toda claridad contra un nuevo servicio y volvieron a sugerir una reunión conjunta entre los regidores y representantes de la población. Al mismo tiempo, el superior de los franciscanos acudió al concejo y dio a conocer el manifiesto redactado por el clero de Salamanca, al que poco después se le unió una carta de Zamora comunicándole que también había recibido idéntico documento de los religiosos salmantinos, el cual aprobaba. En este clima de incertidumbre, el concejo vallisoletano, por su parte, acordó no contestar ninguna de las dos misivas.
Cuando en la sesión de concejo celebrada el 28 de febrero se dio lectura a la cédula real del día 25, los regidores manifestaron que los procuradores ya estaban elegidos y eran Francisco de Santiesteban y Gabriel de la Serna; pero en cuanto al otorgamiento del poder, Francisco de León, Pedro de Tovar, Jorge de Herrera, Luis Godínez de Alcaraz, Rodrigo de Verdesoto, Gonzalo Franco de Guzmán, el comendador Santisteban, Bernaldino Pimentel y Juan Rodríguez de Baeza cuestionaron la orden real y se reafirmaron en la posición mantenida los días anteriores: había que llamar de cada estado social a cuatro personas, «las más de buena vida é de ciencia y conciencia é sosiego que se pudieren llamar», para discutir la cuestión:

S. M. no debía estar informado desta costumbre.
Su Magestad no debía estar informado de esta costumbre [la de llamar a los representantes de los estamentos].
Actas del concejo de Valladolid, 1520.

Diego López de Zúñiga, Antonio Niño de Castro y Álvaro de Montemayor confirmaron lo que habían votado el último viernes. Los regidores Francisco Gómez de Villarroel y Juan de Figueroa opinaron, por su parte, que se nombrasen dos caballeros del regimiento para que acudiesen a la Corte y relatasen allí lo sucedido desde el último ayuntamiento, «y mandara proveer sobre ello lo que fuese su servicio y bien destos reinos». Juan de Zúñiga opinó simplemente que se guardara la costumbre seguida hasta entonces. El corregidor pidió y le fue entregado testimonio de la anterior votación, pero unido a él aparece el memorial que el concejo remitió poco después al rey, en el cual se hacía especial hincapié en su promesa de volver a España en tres años cuanto menos. Otras peticiones fueron los reclamos de siempre: que no saliese moneda del país, que en su ausencia los gobernadores dispusiesen de amplios poderes y no proveyesen los cargos públicos sino solo a castellanos, que la Casa real fuese pagada según la costumbre antigua y que el monarca se dignase de prometer que todo ello sería concedido en las Cortes mandadas a celebrar en Santiago.

### Elección en Burgos
El corregidor y los alcaldes de Burgos quisieron nombrar a los procuradores apenas llegada la carta de convocatoria, pero tras una larga discusión, finalmente, terminó prevaleciendo la posición de los representantes de las vecindades, en el sentido de que debía respetarse el tiempo acostumbrado. Las mismas trataron, además, que los diputados fuesen precisamente ciudadanos no privilegiados, pero fracasada esta tendencia, fueron designados el comendador García Ruiz de la Mota y el alcalde mayor Juan Pérez de Cartagena. De hacer el memorial y las instrucciones que habían de llevar se encargaron Juan Manrique, Alonso Diez de Cuevas y Antonio de Melgosa.
Las instrucciones fueron divididas en dos partes: una para el reino en general y otra para la ciudad en particular. En lo que concernía a Burgos, se pidió, entre otras cosas: la devolución del castillo de Lara —en manos del extranjero Joffre de Cottanes—, la autorización expresa de no pagar el servicio —pues la ciudad declaró ser «libre» y haberlo sido siempre—, la confirmación del privilegio sobre que los dos alcaldes de Corte fuesen burgaleses, la orden de depositar los restos de Felipe I en el monasterio de Miraflores y otra más para que en su ausencia Juana I de Castilla, el Consejo Real y los gobernadores que fuesen nombrados residiesen en la ciudad.
Los procuradores a Cortes Ruiz de la Mota y Cartagena se marcharon a Santiago después de tener una plática con el procurador mayor Pedro Gómez de Valladolid, el que les expuso probablemente la opinión del común en lo relativo a la concesión del servicio. Cuando la situación se tensó todavía más —como consecuencia de conocer que, aparentemente, las Cortes solo estaban destinadas a aprobar los nuevos impuestos—, el ayuntamiento les escribió en seguida una carta ordenando que no los votasen.

### Elección en Soria
En Soria correspondió a los linajes Morales Hondoneros, Chancilleres del tercio de Lope Ruiz y Salvadores Bajeros designar a los procuradores que asistirían a las Cortes, de acuerdo con la modalidad tradicional que se seguía en estas ocasiones (véase: Los Doce Linajes de Soria). Dentro del linaje Morales Hondoneros la elección fue muy disputada, ya que los dos candidatos, Juan Morales y Francisco de Albornoz, compartían, según Máximo Diago Hernando, una influencia y peso político muy importantes. El último de ellos fue quien consiguió la mayor cantidad de votos dentro de su linaje, pero su contrincante, Juan Morales, no reconoció el triunfo y se avino a apelar ante el Consejo Real. Sin embargo, Albornoz tampoco llegó a asistir a las Cortes, pues el sorteo lo eliminó de la escena. En su lugar, resultaron elegidos Alonso de Torres, por parte del linaje Salvadores Bajeros, y Ramírez Núñez de Aguilera, por parte del tercio de Lope Ruiz del linaje Chancilleres.
El autor Máximo Diago Hernando ha considerado sospechosa la designación de los procuradores en Soria. En efecto, el comendador Núñez de Aguilera era ferviente defensor del rey, por lo que no sorprendería una intervención irregular del corregidor local para conseguir su designación. Las mismas sospechas inspirarían el apartamiento de Juan Morales, cuyas experiencias desagradables con la monarquía serían un obstáculo que el rey Carlos habría querido evitar en las Cortes, y la elección de Alonso de Torres en lugar de otro personaje con mayor influencia, como Hernán Bravo de Saravia, pero el cual precisamente se desempeñaría, posteriormente, como líder de la revuelta comunera en la ciudad.

### Elección en Córdoba
El cabildo de la ciudad de Córdoba se reunió el 18 de febrero bajo la presidencia del licenciado Toro, alcalde de la justicia y teniente del corregidor, y quedaron nombrados por procuradores a Cortes Francisco Pacheco y Pedro de los Ríos, regidores, según la siguiente votación:
- El marqués de Comares votó por Francisco Pacheco y Diego de Córdoba.
- Francisco Pacheco votó por Francisco de Aguayo y Pedro de los Ríos.
- Diego de Córdoba votó por Francisco Pacheco y Pedro de los Ríos, «é los otros votos que á él le dieren».
- Pedro González de Lloces votó por Diego de Córdoba y Pedro de los Ríos.
- Pedro de Ángulo votó por Francisco Pacheco y Pedro de los Ríos.
- Andrés de Mesa votó por Francisco Pacheco y Pedro de los Ríos.
- Gonzalo Fernández votó por Diego de Córdoba y Francisco Pacheco.
- Juan Manuel de Lando votó por Francisco Pacheco y Diego de Córdoba.
- Francisco de Aguayo votó por Francico Pacheco y Pedro de los Ríos, «y el voto que le dió D. Francisco Pacheco á Jorge de Mesa».
- Gonzalo de Hoces votó por Francisco Pacheco y Pedro de los Ríos.
- Juan Pérez de Castillejo votó por Diego de Córdoba y Pedro de los Ríos.
- Jorge de Mesa votó por Francisco Pacheco y Pedro de los Ríos, «é el voto que le dió Francisco de Aguayo á Pedro de los Ríos».
- Cristóbal de Morales votó por Francisco Pacheco y Pedro de los Ríos.
- Pedro de Moscosa votó por Francisco Pacheco y Pedro de los Ríos.
- Pedro de Mesa votó por Francisco Pacheco y Pedro de los Ríos.
- Juan de Góngora votó por Francisco Pacheco y Pedro de los Ríos.
- Pedro Muñiz de Godoy votó por Diego de Córdoba y Pedro de los Ríos.
- Lorenzo de las Infantas votó por Francisco Pacheco y Diego de Córdoba.
- Gonzalo Cabrera votó por Francisco Pacheco y Pedro de los Ríos.
- Diego de Aguayo votó por Francisco Pacheco y Pedro de los Ríos.
- Alonso de los Ríos votó por Diego de Córdoba y Pedro de los Ríos.

Acerca del impuesto, la instrucción que recibieron rezaba lo siguiente:

Que se suplique á S. M. que cumplido el servicio que agora se ha de hacer no mande pedir ni pida otro servicio como lo prometió en las cortes que mandó hacer en Valladolid porque estos Reinos y los pueblos de ellos están muy fatigados y costeados con la continuación de la paga del dicho servicio.
Instrucción para D. Francisco Pacheco y Pedro de los Ríos, veinticuatros de la ciudad de Córdoba, que han de ir y hallarse como procuradores...

El 3 de marzo el concejo de Córdoba añadió una salvedad: sus procuradores no deberían votar el servicio a no ser que la ciudad pudiese recaudarlo mediante el modo de repartimiento, posición o como mejor le pareciese. En realidad, esta cláusula perdía toda utilidad práctica al asentarse que si a pesar de los esfuerzos no se podía otorgar con esa condición, que entonces votasen el impuesto, sin que por eso se considerase que hubiesen violado la instrucción recibida, porque la condición susodicha había sido puesta «para que lo procuren é puedan mostrar á S. M., é á su presidente en las Cortes é á las otras personas que en ellas entienden por su mandado».

### Elección en Zamora
Llegada la carta de convocatoria, el consistorio zamorano se reunió el lunes 27 de febrero y tras el sorteo acostumbrado resultaron elegidos procuradores Bernaldino Ledesma y Francisco Ramírez. Al día siguiente se presentó un fraile con el manifiesto de Salamanca, pero el corregidor Fadrique de Zúñiga y Manrique requirió a los regidores que no lo leyesen ni discutiesen acerca de él y remitió el original en una carta al monarca. Considerando que la presencia de los diputados en la ciudad sería fuente de altercados, Zúñiga mandó al escribano del consistorio que les diese los poderes de Cortes, pero este se negó a obedecer hasta no recibir los capítulos de las instrucciones que habían de presentar a Carlos. Finalmente, el corregidor hubo de imponerle una pena al escribano.

### Elección en León
En León, el 19 de febrero, el capítulo de la catedral dio poderes a dos de sus miembros «para entender en los negocios de la comunidad desta cibdad». Siguiendo el turno establecido por el «Libro de ruedas» (1515), fueron elegidos como procuradores a Cortes los regidores Francisco Fernández de Quiñones —conde de Luna— y Martín Vázquez de Acuña.

### Resistencia de Toledo
La campaña en contra de la política imperial, que Toledo había venido practicando desde finales de 1519, se agudizó con la convocatoria de las Cortes. A fin de vencer las resistencias, el corregidor toledano, conde de Palma, fue reemplazado por otro de línea más dura, Antonio de Córdoba, aunque esta medida no tuvo pleno éxito.
El 20 de febrero Carlos expidió dos cédulas reales. En la primera manifestó al corregidor de Toledo su deseo de que fuese nombrado procurador Gutierre de Guevara, aunque no tenía intención alguna de intervenir irregularmente en la costumbre, que era elegir a los representantes de la ciudad por sorteo; también remitió una carta para que se la diese a los regidores, en caso de que insistiesen con escribir a las otras ciudades acerca de sus designios. En la segunda cédula los conminaba a no enviar mensajeros aparte de los procuradores de Cortes ni a comunicarse con otras ciudades para ese fin y que obedeciesen todo lo que acordase el corregidor.
Por esos días, Toledo designó una segunda delegación para entrevistarse con el monarca. Estaba compuesta por dos regidores, Pero Laso de la Vega y Alonso Suárez de  Toledo, y dos jurados, Miguel de Hita y Alonso Ortiz. Según ellos, Toledo no votaría el servicio bajo ningún concepto:

Esta cibdad no otorgará el poder pa consentir seruicio en ninguna manera del mundo (...), porque paresce que nos contradyriemos sy tal se hiziese suplicar por vn cabo que no se fatygue el reyno con tantos seruicios y por otra parte consentylle en otorgalle.
Esta ciudad no otorgará poder para consentir servicio de ninguna manera (...), porque parece que nos contradeceríamos si suplicamos insistentemente en que no se fatigue el reino con tantos servicios y, por otra parte, consentirlo en otorgarle.
Copia de la carta de Pero Laso al jurado Pedro Ortega, fechada en Toledo el 21 de febrero de 1520.

Los regidores tampoco estaban dispuestos a permitir que el corregidor se interpusiese en la maniobra:

Porque aunque el corregidor lo contradiga y ponga todas las penas del mundo suplicaremos y no dejaremos de hir antel Rey nuestro Señor con todo el mundo junto, pues de ir á Su Príncipe no puede quitallo nadie.
Porque aunque el corregidor lo contradiga y ponga todas las penas del mundo, suplicaremos y no dejaremos de ir ante el rey nuestro señor con todo el mundo junto, pues el ir a su príncipe no puede quitarlo nadie.
Ibídem.

El 25 de febrero se llevó a cabo la elección de los diputados y el corregidor protestó porque se le impidió a él y a su alguacil mayor participar de las candidaturas. Los regidores se respaldaron en una provisión real, pero Antonio de Córdoba manifestó que la dicha orden no era tal, porque se refería a los oficiales naturales de la ciudad. Ante las dudas, los regidores propusieron consultar al rey, pero el corregidor se opuso porque debía cumplir sin dilación el deseo del rey, que era que se eligiesen representantes de Cortes para Toledo. Finalmente, se decidió que, «no parando perjuyzio al oficio para lo de adelante que hechasen las suertes entre ellos». Algunos insistieron todavía en diferir la elección, pero finalmente resultaron designados el regidor Juan de Ribera y el jurado Alonso de Aguirre. Mientras tanto, se encargó a Gutierre de Guevara, Hernando de Ávalos y también a dos jurados la redacción, en presencia del corregidor, de las instrucciones que habrían de llevar.
El 26 de febrero los mensajeros partieron disimuladamente con la finalidad de conseguir una audiencia del rey. Al día siguiente, y a pesar de la multa de 2000 ducados impuesta por el corregidor, la mayor parte del regimiento (con 13 votos a favor, 4 en contra y 2 abstenciones) rechazó la cédula del rey que prohibía expresamente el envío de representantes que no fueran procuradores de Cortes. Seguidamente, y por idéntica mayoría, los regidores se opusieron a los poderes de los diputados, y en este sentido votó Pedro de Herrera, que en la anterior discusión se había abstenido. En esta ocasión, Hernán Pérez de Guzmán argumentó que no era necesaria ni conveniente la concesión de un nuevo servicio, pues ni siquiera se había terminado de pagar el aprobado en las Cortes de Valladolid de 1518 y además el rey había prometido no imponer otro. Juan de Padilla confirmó lo dicho por Guzmán y agregó que el reino estaba empobrecido y que Carlos no necesitaba ningún impuesto extraordinario. El día 28, y sin que tampoco el corregidor pudiese evitarlo, los regidores otorgaron poderes a los mensajeros que tenían enviados a la Corte.
A los mensajeros de Toledo se unieron los designados por Salamanca. Sin embargo, y pese a sus insistencias, ninguna de las dos delegaciones pudo conseguir una entrevista con el monarca, que en Valladolid, probablemente, prometió atenderlos en Tordesillas.

### Un caso particular: Chinchilla de Montearagón
Si bien la ciudad albacetense de Chinchilla de Montearagón no tenía representación en las Cortes, en 1520 decidió una procuración ante el monarca para conseguir una confirmación de sus privilegios y, probablemente, tomar conocimiento de la situación general del reino. Fue entonces cuando las autoridades se enfrentaron por dos propuestas: enviar como mensajero a Juan de Barrionuevo —propuesto por el gobernador del antiguo marquesado de Villena— o a él y a Pedro Núñez, como deseaban el síndico y algunos regidores. Ante los desacuerdos, se procedió a llamar a un concejo abierto, para que el conjunto de vecinos pudiese expresar su opinión al respecto. Finalmente, Pedro Núñez renunció a sus pretensiones por miedo a salir muerto de la cuestión, y quien lo había apoyado, el síndico de la ciudad, prometió también dimitir de su oficio el 13 de marzo.

## Procuradores designados para las Cortes
A continuación se muestra una lista con los procuradores que eligieron las ciudades para su representación, indicando entre paréntesis las mercedes en dinero que recibieron por parte del rey en las Cortes u otras observaciones:
Por Burgos
- García Ruiz de la Mota (alcalde mayor; recibió 600 ducados de oro y la autorización para renunciar dicho oficio en quien quisiese).
- Juan Pérez de Cartagena (alcalde mayor; recibió la misma autorización que el anterior).

Por Granada:
- Francisco de los Cobos y Molina (regidor; recibió la autorización para renunciar dicho oficio y el de contador mayor de Granada, el de regidor y escribano del crimen de Úbeda, y el de escribano mayor de rentas de Alcaraz y su Tierra).
- Gonzalo de Salazar (regidor).

Por Sevilla
- Sancho Martínez de Leiva (asistente).
- Cristóbal Pinedo (jurado y fiel ejecutor; recibió la autorización para renunciar sus oficios).

Por Murcia:
- Juan Vázquez (regidor).
- Anton Saorin (regidor).

Por Jaén
- Rodrigo Mejía el mozo (regidor; recibió la autorización para renunciar sus oficios).
- Cristóbal de Biedma (regidor; recibió lo mismo que el anterior).

Por Zamora:
- Bernaldino de Ledesma (regidor).
- Francisco Ramírez (vecino; recibió 37.000 maravedíes y la autorización para renunciar sus oficios).

Por Ávila:
- Diego Hernández de Ávila (regidor; recibió 150.000 maravedíes).
- Juan de Henao (regidor).

Por Segovia:
- Rodrigo de Tordesillas (regidor; recibió 300 ducados y la autorización para renunciar sus oficios).
- Juan Vázquez de El Espinar (regidor; recibió 50.000 maravedíes y la misma autorización que el anterior).

Por Cuenca:
- Luis Pacheco (vecino; recibió 65.000 maravedíes).
- Juan Álvarez de Toledo (regidor; recibió 50.000 maravedíes y la autorización para renunciar sus oficios).

Por Valladolid:
- Francisco de la Serna (regidor;[66] recibió 300 ducados y un ducado cada día desde el que salieron de Valladolid hasta el 9 de mayo en que el rey le mandó despedir).
- Gabriel de Santiesteban (recibió igualmente lo anterior excepto los 300 ducados).

Por Toro:
- Gutierre de Fonseca (regidor).
- Diego de Ulloa (regidor).

Por Soria:
- Ramir Nuñez de Aguilera (comendador; recibió el derecho de una explotación de minas y el privilegio de poder traspasar a sus muerte su oficio de alcalde de sacas del obispado de Osma).[67]
- Alonso de Torres (alcaide de Ponferrada).

Por Guadalajara:
- Diego de Guzmán (regidor; recibió la autorización para renunciar sus oficios).
- Luis Suárez de Guzmán (vecino).

Por Madrid:
- Francisco de Vargas (regidor).
- Francisco de Lujan (vecino).

Por Córdoba:
- Francisco Pacheco (regidor).
- Pedro de los Ríos (regidor).

Por León:
- Francisco Fernández de Quiñones (conde de Luna y regidor).
- Pedro de Villamizar (regidor).

Por Toledo (no asistieron a las Cortes):
- Juan de Ribera (regidor).
- Alonso de Aguirre (jurado).

Por Salamanca (no asistieron a las Cortes):
- Pedro Maldonado Pimentel (regidor).
- Antonio Fernández (regidor).

## Las primeras sesiones

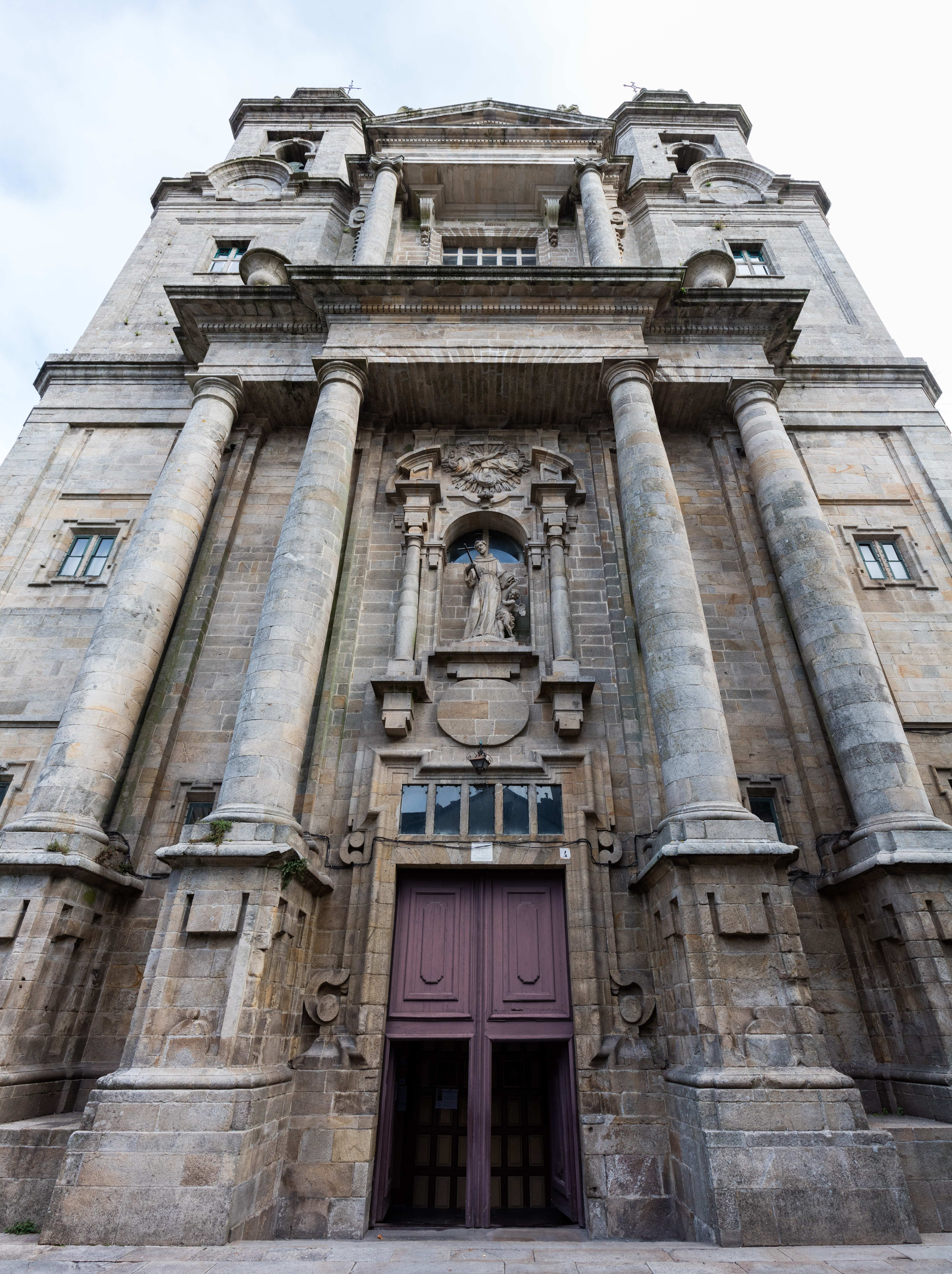
Fachada del convento de San Francisco, donde se celebraron las Cortes de 1520.

### Sesión del 31 de marzo
La Corte llegó a Santiago de Compostela el 26 de marzo y las Cortes se inauguraron el sábado 31 bajo la presidencia del Gran Canciller, Mercurino Gattinara, y del obispo de Badajoz, Pedro Ruiz de la Mota, en la sala capitular del convento de San Francisco, extramuros de la ciudad. Como letrados asistentes estuvieron los licenciados García de Padilla y Luis Zapata y los doctores Lorenzo Galíndez de Carvajal y Jos; como secretario del rey, Antonio de Villegas y como secretario del Consejo y escribano de Cortes —en lugar de Juan de la Oz—, Juan Ramírez.

#### Invalidez de los poderes de los diputados salmantinos
Los asistentes encargados de verificar los poderes de los procuradores negaron la entrada a los representantes de Salamanca, Pedro Maldonado y Antonio Fernández, argumentando que el mandato del que eran portadores, y en cuya redacción había participado el clero, no provenía del regimiento, justicia ni de «las personas que lo debían otorgar», y que por tanto, en virtud de él, no se los podía admitir como procuradores de su ciudad. Inmediatamente, se personó en la capilla donde se hallaban reunidos Bartolomé de Torres, criado y mensajero del corregidor salmantino Juan de Ayala, con un nuevo poder redactado según las normas, es decir, por el ayuntamiento, y pidió a los diputados y ante escribano que lo aceptasen. Sin embargo, aquellos se negaron a hacer uso de él, por lo que los asistentes de Cortes les ratificaron la prohibición de asistir.
Las Cortes terminaron reuniéndose entonces sin la asistencia de dos ciudades en la oposición: Salamanca y Toledo, que optó por no enviar sus procuradores porque rechazaba la concesión del servicio.

#### Reclamación de los aristócratas gallegos
Antes de que se diese formalmente inicio a la primera sesión, el arzobispo de Santiago, el conde de Benavente, el conde Fernando Andrada y el conde de Villalba reclamaron diputados propios para Galicia, reino cuya representación en las Cortes de Castilla era ejercida por la ciudad de Zamora y, según los reclamantes, de forma injusta:

Que pedían por merced a los procuradores que allí estaban, y si necesario era les requerían, que les admitiesen los procuradores de aquel reino de Galicia, que estaban prestos de los nombrar y obedecer todo aquello que por Su Majestad les fuese mandado; y que haciéndolo así, harían lo que eran obligados. Donde no, que protestaban que no les parase perjuicio cosa alguna de las que los procuradores de Zamora otorgasen o hiciesen, y que así lo pedían por testimonio.
Prudencio de Sandoval, Historia de la vida y hechos del emperador Carlos V.

Según el cronista Prudencio de Sandoval, el conde de Villalba y el procurador burgalés García Ruiz de la Mota se enfrentaron verbalmente «en palabras de mucha pesadumbre». El rey, enterado, le ordenó al obispo Mota que interviniese, y saliendo el arzobispo de Santiago y los condes por la puerta de la claustra, intentó él calmar al conde de Villalba, «mostrando haberle dado pena que su hermano le hubiese perdido el respeto». Pero el aristócrata habría respondido: «Bonico hermano tenéis, señor obispo», y jurado que, si lo detenían, se juntaría con el rebelde Pero Laso de la Vega. Inmediatamente se personó un alcalde de Corte y le comunicó al conde que dentro de una hora saliese desterrado de la Corte. El aristócrata se recluyó en La Coruña, y cuando Carlos trasladó allí las Cortes, le alzó el destierro.

#### El discurso de Mota y la respuesta de Burgos
Superados los anteriores incidentes y luego de que los diputados realizasen el juramento acostumbrado de guardar secreto acerca de todo lo que se platicase allí, las Cortes comenzaron a las primeras horas de la tarde con un discurso leído por el obispo Pedro Ruíz de la Mota, pero redactado por el extranjero Luis Marliano, erudito, médico del rey y obispo de Tuy.
Ante todo, Mota se refirió a la necesidad de un amor mutuo entre rey y reino:

Las cosas que los onbres aman deseanlas ver, y quando las veen han placer de verlas, y porque los Reynos e Reyes representan una sola persona, el Reyno, el cuerpo, y el Rey, la cabeça dél, han de amar a los Reynos los Reyes como asy mismos, y el Rey que esto no hace, ny puede ny debe tener nonbre de Rey.
Las cosas que los hombres aman deseanlas ver, y cuando las ven han de placer de verlas y porque los reinos y reyes representan una sola persona, el reino, el cuerpo, y el rey, la cabeza de él, han de amar a los reinos los reyes como así mismos. Y el rey que esto no hace, ni puede ni debe tener nombre de rey.
Discurso inaugural de Pedro Ruíz de la Mota, Actas de Cortes.

Ahora bien —aseguró el obispo—, Carlos es «más rey» que cualquier otro, por tener más y mayores reinos que otros, por ser él solo en la tierra «rey de reyes» y por ser no solo hijo de reyes, sino nieto y sucesor de «setenta y tantos reyes».
Tras hacer hincapié en su dignidad, Mota manifestó el amor excepcional que el joven monarca tenía para con Castilla, tierra que habría elegido como verdadera patria y garantía de su gran poder:

Este reyno es el fundamento, el anparo e la fuerza de todos los otros (...) Determynó vivir e morir en estos reynos.
Este reino es el fundamento, el amparo y la fuerza de todos los otros (...) Determinó vivir y morir en estos reinos.
Ibídem.

También afirmó que comprendía el apeno de sus súbditos castellanos, los cuales debido a su partida hacia el reino de Aragón no habían podido disfrutar enteramente de él y su presencia:

No vee en vuestros rostros aquella alegría y biveza con que lo rescivystes, ni siente en vuestras personas aquel regocijo que suele tener el contentamiento, y este silencio paresce más de tristeza que de atención; cree que sea la causa desto que su partida os es tan grave como fue alegría su bien aventurada venida.
No ve en vuestros rostros aquella alegría y viveza con que lo recibistes, ni siente en vuestras personas aquel regocijo que suele tener el contentamiento. Y este silencio parece más de tristeza que de atención; cree que sea la causa de esto que su partida les sea tan grave como fue la alegría de su bienaventurada venida.
Ibídem.

Tras esas consideraciones, Mota se refirió a la misión sagrada e irrenunciable que significaba ser emperador: según él, si Carlos había obtenido dicho título, no era a consecuencia de las intrigas o su propio esfuerzo, sino de la gracia divina de Dios, «el que quyso e mandólo (...) que syn contradición cayese la suerte en su majestad»; y si lo había aceptado, no era por ambición personal, sino por la misión que se le había encomendado: defender el cristianismo y combatir a los infieles. A continuación, el obispo afirmó de forma solemne que la elección imperial constituía una gloria para España:

Agora es vuelto a España la gloria de Spaña que (...) años pasados estovo adormida; dicen los que escribieron en loor della que cuando las otras naciones enviaban tributos a Roma, España enviaba enperadores: envió a Trajano, a Adriano y Teodosio, de quyen subcedieron Arcadio y Onorio, y agora vino el ynperio a buscar el enperador a España y nuestro rey de España es fecho, por la gracia de Dios, rey de romanos y enperador del mundo.
Ahora es vuelta a España la gloria de España que (...) años pasados estuvo adormida; dicen los que escribieron en loor de ella que cuando las otras naciones enviaban tributos a Roma, España enviaba emperadores: envió a Trajano, a Adriano y Teodosio, de quien sucedieron Arcadio y Onorio, y ahora vino el Imperio a buscar el emperador a España y nuestro rey de España es hecho, por la gracia de Dios, rey de romanos y emperador del mundo.
Ibídem.

Pero para hacer frente a sus responsabilidades y disponer efectivamente de la autoridad de la cual estaba investido, era necesario que el monarca partiese hacia el Imperio y recibiese allí la corona, personalmente, para luego regresar a la península en tres años cuanto menos. Y a este efecto, Mota convino en recordar que muchos de sus predescesores habían optado ausentarse del país temporalmente por iguales motivos que el suyo u otros también importantes. Así, y además de los emperadores romanos Galba y Vespasiano, citó a Alfonso X, candidato al Sacro Imperio, y a Fernando el Católico, el cual se había puesto personalmente al frente de la conquista de Nápoles:

Después destos tres años, el huerto de sus placeres, la fortaleza para defensa, la fuerza para ofender, su thesoro, su espada, su caballo e su silla de reposo y asiento ha de ser España.
Después de estos tres años el huerto de sus placeres, la fortaleza para defensa, la fuerza para ofender, su tesoro, su espada, su caballo y su silla de reposo y asiento ha de ser España.
Ibídem.

Y llegó, así, a preguntarse si Castilla tendría derechos territoriales sobre Nápoles si los vasallos de Fernando no le hubiesen permitido a él ausentarse del reino.
A continuación el obispo se refirió a algunas medidas tomadas para garantizar el bienestar y la seguridad del reino durante la ausencia de Carlos. Así, prometió que la justicia queda proveída de buenos jueces, que la cuestión del reino de Navarra estaría bien despachada, que no se sacarían metales preciosos, caballos ni armas del país, que los oficios no recaerían sobre extranjeros, que la paga del ejército y la casa real estaría asegurada por tres años, que se dejaría como gobernador a una  persona idónea —«de autoridad y dinidad, virtuosa e santa vida, e zelosa del servicio de Dios y del Rey y del Reyno»— y que Castilla mantendría la paz con sus vecinos.
El discurso de Mota concluyó solicitando la prorrogación por tres años más del servicio extraordinario de doscientos cuentos votado en 1518, necesario para cubrir los gastos del viaje, los generados por la elección imperial (dado que la competencia con otros reyes había sido grande y había sido necesario que él «se ayudase» de sus reinos), su ausencia (pues era causa que las provisiones hechas para la defensa del país fuesen más costosas) y la armada real dispuesta sobre Italia (cuyo mantenimiento requería mucho dinero):
Finalizada la lectura, el rey agregó unas breves palabras —«todo lo quel obispo de Badajoz os ha dicho, os lo ha dicho por mi mandado»— y confirmó además tres cuestiones:
1. No era de su agrado abandonar España, pero la situación así se lo exigía.
2. Retornaría a Castilla en tres años cuanto menos.
3. No se concederían cargos públicos sino solamente a los castellanos.

Tras ello, uno de los procuradores de Burgos, García Ruiz de la Mota, respondió a nombre suyo y de su colega Juan Pérez de Cartagena diciendo que debido a que Castilla no lo tenía previsto, le resultaba extraño, áspero y duro saber que en breve el monarca debía ausentarse del reino, y que si bien la causa de su partida era justa, también lo era el dolor de sus súbditos. Manifestó que el Imperio era la «mayor cosa del mundo» y lo que Dios le había dado. También elogió las provisiones ordenas por el gobierno (pues habían sido hechas antes de ser pedidas y eso es lo que más «se deben tener y estimar») y esperó que el rey se dignase también de oír otras, tanto generales como partículares, que los procuradores tenían preparadas. En cuanto al servicio, declaró enfáticamente:

La causa es justa, la nescesidad es grande.
La causa es justa, la necesidad es grande.
Respuesta de García Ruiz de la Mota, Actas de Cortes.

Finalmente, aseguró que Burgos —y esperaba que también las demás ciudades— le prestaría fidelidad al rey en todo momento, tanto si estuviese presente en Castilla como si no lo estuviese, pues así le correspondería a ella por ser «cabeza destos reynos».
Tras esta respuesta, el resto de los procuradores pidió permiso para discutir entre sí algunas cuestiones «que tocaban al servicio de su Magestad y al bien de sus Reynos» y las cuales sus ciudades les habían encomendado, para poder dar luego una respuesta satisfactoria a Carlos.

### Sesión del 1 de abril por la mañana
La sesión del 1 de abril se abrió por la mañana con la llegada de los procuradores de León y Córdoba, los cuales presentaron a los asistentes sus poderes e hicieron el juramento acostumbrado. El canciller pidió entonces a los diputados que, dado que el rey cumpliría su promesa de proveer las peticiones antes de partir, diesen la respuesta diferida el día anterior acerca del servicio. Hablaron primero los de Burgos y respondieron que su postura era la misma que ya habían expresado. Seguidamente, los procuradores de León y Córdoba dirigieron una solicitud para que, antes de debatir sobre la cuestión del servicio, las Cortes procediesen a presentar sus capítulos y reivindicaciones para ser respondidas. Gattinara se negó rotundamente, pues la tradición siempre había sido que la votación se realizase antes que el ordenamiento de las instrucciones. 
A la posición de Córdoba y León se unieron Jaén, Valladolid, Murcia, Toro, Segovia, Zamora, Guadalajara, Soria, Cuenca y Madrid. Por otro lado, los diputados de Granada, Burgos y Sevilla fueron partidarios de mantener la costumbre, mientras que los de Ávila pidieron un plazo para reunirse y dar su parecer.
Tras esta votación Gattinara dio por finalizada la sesión para dar cuenta a Carlos de lo resuelto en ella. En realidad, bajo lo que aparentaba ser una cuestión de procedimiento subyacía el verdadero problema: la negativa de la mayoría de los procuradores a votar un servicio que serviría para financiar una política ajena a Castilla.

#### Protestas de Salamanca y Toledo
Según el cronista Sandoval, el domingo los procuradores de Toledo y Salamanca se dirigieron al convento de San Francisco con el escribano Antonio Rodríguez y reclamaron una audiencia. Como les fue negada, requirieron que, dado que no eran admitidos, las Cortes se suspendiesen y todo lo acordado en ellas se diese por nulo; o en palabras del cronista, que «no se determinasen en nada, ni concediesen cosa alguna». 

### Sesión del 1 de abril por la tarde
En la sesión celebrada el 1 de abril durante la tarde se procedió a realizar una segunda votación sobre el servicio, y esta vez siete ciudades, de las cuales cinco se habían rehusado en la mañana, accedieron a otorgarlo sin reservas: Burgos, Cuenca, Ávila, Soria, Sevilla, Guadalajara y Segovia —diciendo los segovianos que eso les había sido ordenado por su ciudad y que, como otros también, lo hacían confiando en que se atenderán todos los capítulos—, además de Francisco de los Cobos —uno de los procuradores de Granada— y Cristóbal de Biedma —representante de Jaén—, cuyas delegaciones se hallaban divididas.

#### Destierro de los mensajeros toledanos
Al anochecer, Francisco de los Cobos y Juan Ramírez acudieron a la posada de los procuradores de Toledo y de parte del rey le mandaron a Alonso Suárez que, al día siguiente, saliese de la Corte y dentro de dos meses fuese a residir en la capitanía de hombres de armas que tenía, dondequiera que estuviese, bajo pena de confiscación de bienes y perdida de dicha capitanía; y a Pero Laso que saliese asimismo de la Corte al día siguiente, y dentro de cuarenta fuese a residir en su fortaleza de Gibraltar, bajo la misma pena anterior; y a los jurados, que simplemente saliesen de la Corte.

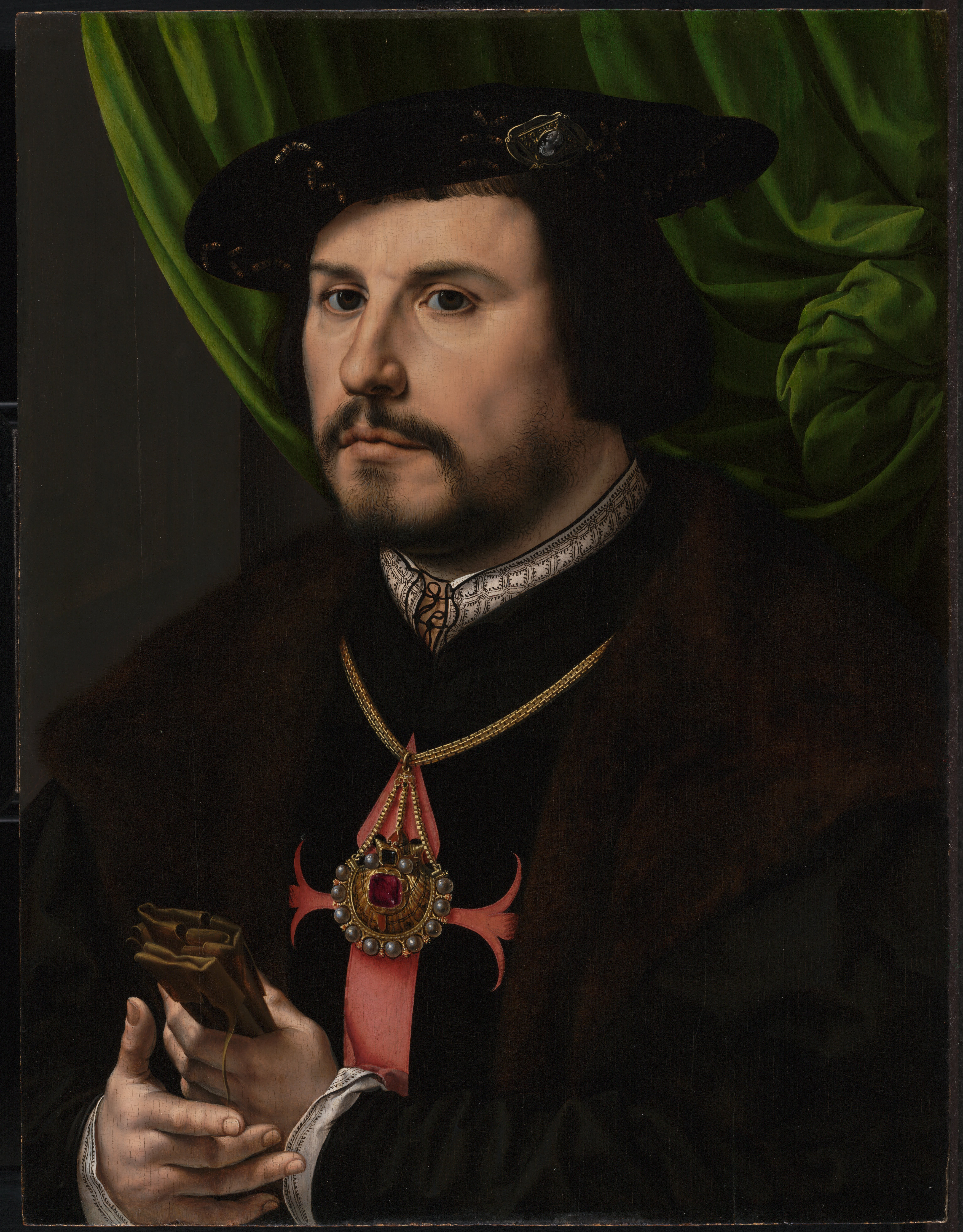
Retrato de Francisco de los Cobos, el primero de los procuradores de Granada que decidió consentir el impuesto.

### Sesión del 3 de abril
El 2 de abril no se celebró sesión, pero el escribano Luis Sánchez Delgadillo se halló presente en los autos de Cortes.
La actitud de Granada se unificó en la próxima sesión del 3 de abril, cuando Gonzalo de Salazar, alineado con la postura de León y Córdoba, declinó su actitud negativa y aceptó la votación del impuesto. En efecto, traía instrucción para concederlo y seguir el parecer de su colega, el secretario Cobos.
Ese mismo día, el rey firmó una cédula desligando a algunos diputados del compromiso que los unía con sus ciudades, esperando así que quienes tuviesen una opinión personal favorable al servicio pudiesen votar, efectivamente, a favor de él.

### Sesión del 4 de abril y suspensión de las Cortes
El 4 de abril Gattinara insistió en la negativa de Carlos a alterar la modalidad tradicional de las Cortes, pero esta vez le pidió a los diputados recalcitrantes que simplemente se pronunciasen a favor o en contra del servicio, olvidándose de la cuestión del procedimiento.
Los efectos de esta maniobra fueron confusos: León, Toro, Murcia, Zamora y Madrid respondieron que no contradecían el servicio, pero Córdoba, Valladolid y el diputado de Jaén Rodrigo Mexía dirigieron respuestas todavía más ambiguas. Los representantes de Valladolid, por ejemplo, afirmaron que:

(...) ellos traen dos poderes: uno para otorgar el servicio, y que con tal intencion vienen, aunque Valladolid tiene previlegios para no pagar, e que otro poder traen para suplicar ciertas cosas que cunplen al servicio de S. M., e que ellos no contradicen el dicho servicio, pero que suplican a S. M. las cosas que tienen suplicadas.
(...) ellos traen dos poderes: uno para otorgar el servicio, y con tal intención vienen, aunque Valladolid tiene privilegios para no pagar, y otro poder traen para suplicar ciertas cosas que cumplen al servicio de Su Magestad. Ellos no contradicen el dicho servicio, pero suplican a Su Magestad las cosas que tienen suplicadas.
Respuesta de los procuradores de Valladolid, Actas de Cortes.

De todos modos, todas las ciudades referidas insistieron en su reclamo de que primero se examinasen los capítulos y memoriales que traían. Visto esto, ese mismo 4 de abril las Cortes quedaron suspendidas hasta nuevo aviso, con el pretexto de ser Semana Santa y tener el rey que trasladarse a La Coruña.

## Interludio
Tras estos resultados, la Corte intentó ganarse el apoyo de la mayoría de los procuradores, para lo cual hizo uso de procedimientos irregulares, amenazas, sobornos y corrupción. El día 5 extendió a los diputados de Zamora el alcance de la cédula del 3 de abril. Pero fundamental, por sus consecuencias, fue la que se llevó a cabo para Toledo cuando el rey convocó a Santiago de Compostela a los regidores más hostiles a su autoridad, entre ellos Juan de Padilla, Hernado de Ávalos y Gonzalo Gaitán, al mismo tiempo que enviaba otros para que eligieran diputados afines a la votación del servicio. El fracaso de este plan el 16 de abril significó el estallido del movimiento comunero en Toledo, una insurrección que tras la clausura definitiva de las Cortes se extendería por gran parte de Castilla.
El mismo día en que estallaba la revuelta en Toledo, el consistorio de Zamora mandó al regidor Juan de Porras con dos cartas para los procuradores, en las cuales se les instaba a permanecer firme en su oposición.

## Continuación de las Cortes en La Coruña

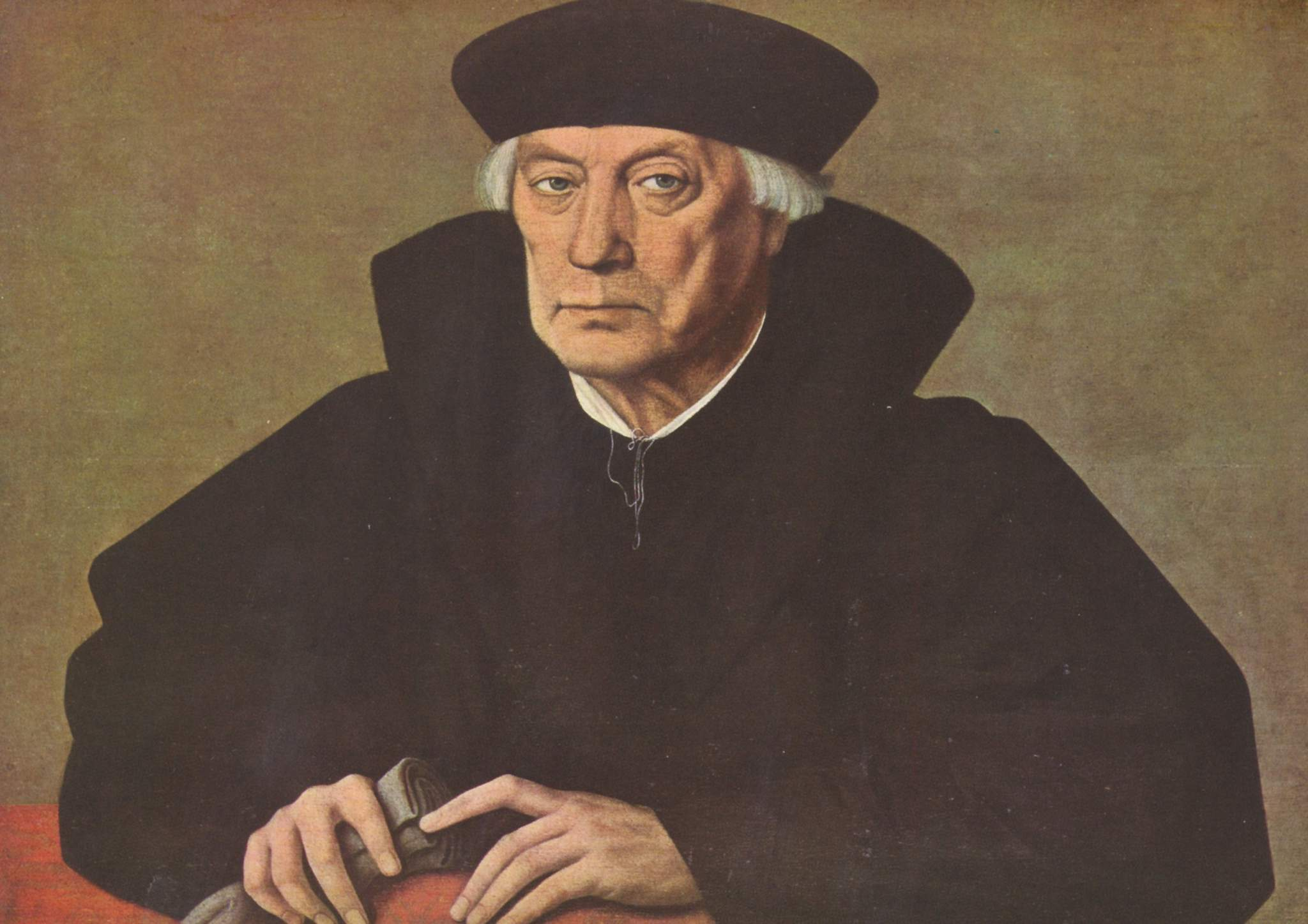
El canciller Mercurino Gattinara, presidente de las Cortes de 1520.

### Sesión del 22 de abril
Las Cortes se reanudaron el 22 de abril en La Coruña, dentro de la ermita de Sancti Espíritus y sin la asistencia de uno de los procuradores de Murcia, Anton Saorin, que se declaró enfermo. Ese mismo día, el secretario Juan Ramírez dio lectura a los procuradores de algunas disposiciones que el rey había adoptado, referentes a evitar la saca de moneda y caballos fuera de Castilla. Aquellos, por su parte, agradecieron al rey y contestaron pidiendo la concesión de otras más.

### Sesión del 23 de abril
El 23 de abril Juan Ramírez leyó otras dos provisiones reales: la primera, prometiendo que no se concederían cargos públicos sino solo a los castellanos y la segunda, asegurando que antes de partir hacia Alemania nombraría como regente una persona idónea y le conferiría una delegación de poderes amplia, específicamente, para pagar como hasta entonces a los continos y otros oficiales de la casa real, para pasar por renunciación regimientos y escribanías de otros oficios —respetando las leyes del reino al respecto— y para proveer los corregimientos, gobernaciones y otros cargos de justicia. Obviamente, se omitió el nombre del elegido para desempeñar las tareas durante la ausencia del rey; se trataba de evitar, por el momento, una reacción adversa de los diputados cuando todavía había esperanzas de que votasen el impuesto reclamado. Por el contrario, el hecho de que el gobernador pudiese «pasar por renunciación» los susodichos oficios —es decir, autorizar la renuncia de un cargo en beneficio de otra persona— vino a significar una concesión dirigida a ganarse la voluntad de los procuradores como miembros que eran de las oligarquías municipales. Y constituyó también una infracción a la ordenanza de Fernando el Católico, que había dispuesto que estas mercedes de renunciación de oficios solo se pudiesen conceder en Cortes en las que se jurase al heredero de la Corona. En la mayoría de las cartas de mercedes de este tipo, Carlos reconoció haber roto con la costumbre, pero seguidamente justificó su decisión por el largo camino que habían tenido que recorrer los procuradores hasta Santiago de Compostela.
Tras esta lectura, Gattinara exigió a los diputados que se manifestasen clara y abiertamente en la cuestión del servicio, sin recurrir a maniobras dilatorias. No obstante, los resultados fueron los mismos que el 4 de abril, con siete ciudades, incluyendo al procurador de Jaén, insistiendo en que se estudiasen sus reivindicaciones antes de votar el impuesto: León, Córdoba, Zamora, Madrid —sus procuradores dijeron tener poder limitado—, Murcia, Valladolid y Toro. El canciller Gattinara consideró esto como una negativa a aceptar el servicio y rehusó continuar el debate:

Lo susodicho se tomaba por última e postrimera respuesta e resultación de las dichas Cortes.
Lo susodicho se tomaba por última y postrimera respuesta y resultado de las dichas Cortes.
Respuesta de Gattinara el 23 de abril, Actas de Cortes.

Pero justo antes de que finalizara la sesión, cuando los presentes se estaban retirando de la ermita, Valladolid convino en modificar por escrito su voto y aceptó el impuesto, «por quanto Valladolid tiene previlegio confirmado por su Magestdad que no es obligada a servir». Sus procuradores únicamente agregaron que el monto encabezado no superase el de hace tres años y que el rey «les dé por Cortes otorgado lo que en Valladolid les prometió en el poder que allí otorgó».

### Sesión del 25 de abril y organización de la regencia
El 25 de abril, en una sala del aposentamiento real del monasterio de San Francisco de La Coruña, el obispo de Badajoz pronunció un nuevo discurso explicando las razones por las cuales las Cortes no habían sido despedidas. La primera de ellas, se refería a la división o discordia habida entre los procuradores a la hora de votar el servicio:

Y como quiera que S. M. se pudiera ayudar de la razon, se quiso ayudar del tienpo, que suele curar las voluntades, habia querido esperar para ver si todos se conformarian con la mayor parte, como la razon lo requeria.
Y como quiera que Su Magestad se pudiera ayudar de la razón, se quiso ayudar del tiempo, que suele curar las voluntades, había querido esperar para ver si todos se conformaban con la mayor parte, como la razón lo requería.
Segundo discurso de Pedro Ruíz de la Mota, Actas de Cortes.

La segunda, a la necesidad de respetar la costumbre, que era que primero se votase el servicio y luego se examinasen los capítulos y memoriales. Y la tercera, a tener que elaborar los despachos y provisiones necesarias para dejar el reino en orden. 
Agradeció de parte del rey a las ciudades cuyas delegaciones habían concedido el servicio y les prometió recompensarlas tanto en particular como en general. Respecto a las que no lo habían hecho, aun teniendo poderes para ello, declaró no tener causa alguna por la que satisfacerse y que luego les escribiría.

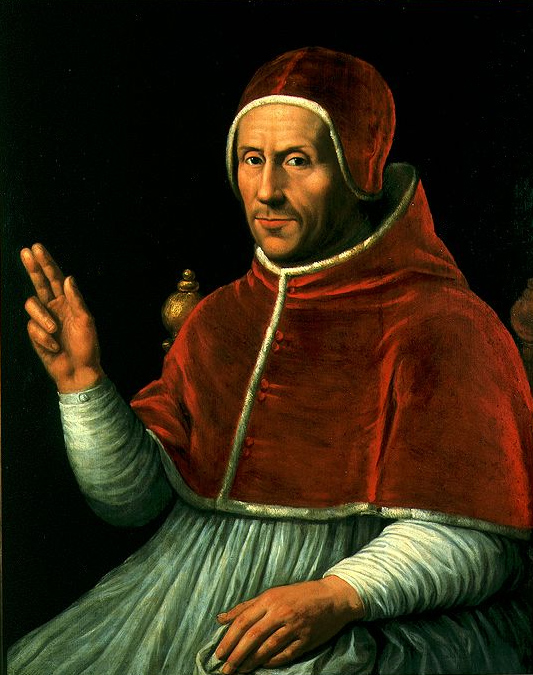
Retrato de Adriano de Utrecht, cuya elección como regente de Castilla levantó a la oposición contra el monarca Carlos I.

A continuación, anunció algunas disposiciones que el rey había adoptado en lo que concernía a la organización de la regencia. De este modo se comunicaba que, para hacer frente a cualquier eventualidad, se dejaban reforzadas militarmente las fronteras, la costa del mar y el reino de Navarra —líneas después se recordaba que Castilla estaba en paz con todos sus vecinos cristianos y por ende no se debía temer guerra alguna— y que el Consejo Real se ocuparía de administrar la justicia. Pero lo clave aquí fue el nombramiento del flamenco Adriano de Utrecht, cardenal de Tortosa, como regente del reino durante la ausencia de Carlos. A pesar de haber residido algunos años en el país, su condición de extranjero generó la protesta y el malestar entre los representantes de Murcia, Valladolid, León (o en este caso fue más bien el conde de Luna quien se opuso) y Córdoba. Los de esta última ciudad advirtieron que la disposición iba en contra de las leyes del reino y que por tanto no podían consentirla sin comunicarla con su ciudad.
Los de Ávila, simplemente, se limitaron a pedir al rey el encabezamiento del impuesto al precio que estaba en 1517. Algo parecido manifestaron los de Cuenca, al solicitar que el pago del servicio comenzase a correr cuando venciese el anterior (1518) y que no se pudiese repartir ni se repartiese mayor cantidad que en las Cortes anteriores. También pidieron al rey que expidiese provisiones para evitar contradicciones y desencuentros entre el regente y el Consejo.

### Votos afirmativos de Zamora, Jaén y León
El día 25 los diputados de Zamora y el diputado por Jaén, Rodrigo Mexía, también aceptaron el servicio y finalmente León hubo de ceder el 19 de mayo, un día antes de la partida de Carlos y tras la clausura de las Cortes. Respecto a los de Zamora, el cambio de actitud fue consecuencia de una gestión de poder que hizo que votasen el impuesto con el argumento de que su ciudad representaba también a todo el reino de Galicia, el cual era notorio que se inclinaba a favor del monarca. En cuanto a Rodrigo Mexía, diputado por Jaén, se amparó en que sus poderes se lo autorizaban y en la misma serie de respuestas tras el segundo discurso de Mota declaró aceptar el servicio.

## Capítulos concedidos por el rey
Algunas disposiciones generales —prácticamente repetidas de las reuniones anteriores— que se tomaron en estas Cortes fueron:
- Durante la regencia los oficios y beneficios recaerían solamente sobre súbditos castellanos y se prohibiría la extracción de caballos, moneda y otros productos vedados del país.
- La Casa de Contratación se mantendría en Sevilla.
- Se dejaría cierta cantidad importante de armas a disposición de la regencia, para administration y seguridad dela justicia y conservación e paz destos reynos.
- Los oficiales del Consejo Real y de la Inquisición recibirían la paga de su salario ordinario y no de los bienes de los condenados.
- No se otorgarían cartas de naturaleza a los extranjeros.
- Se cumplirían las disposiciones acordadas en las Cortes de Valladolid de 1518
- Se evitarían las exacciones de los vendedores de bulas. Además, las provisiones en este sentido serían vistas y refrendadas por el Consejo.
- Los corregidores y sus oficiales se someterían a un juicio de residencia dos años luego de haber empezado a ejercer sus oficios.
- Se elegirían personas idóneas para desempeñar los corregimientos y otros oficios de justicia.
- Se ratificarían los privilegios de las ciudades de Antequera y Alcalá.
- Se mandaría a labrar moneda.
- Las peticiones de juicios de residencia serían satisfactoriamente atendidas.
- Se mandaría que los extranjeros poseedores de algún título eclesiástico (el de arzobispo, obispo etc.) residiesen en Castilla.
- Se escribiría al papa para que no se den reservas en cuatro meses a los obispos.
- No se darían cartas de hidalguía a los labradores ni pecheros.
- No se harían mercedes de los bienes de ninguna persona que no fuese condenada y pasada la sentencia en cosa juzgada.
- Salvo cuando hubiese necesidad, no se mandarían pesquisidores a las ciudades sino que los corregidores, sus allegados o su teniente atenderían los casos.
- Se respetarían las provisiones y leyes que hablan acerca de plantar y conservar los montes o términos baldíos.
- Se pagarían las deudas de los Reyes Católicos.
- Los jueces no podrían celebrar los juicios sino en determinados lugares públicos.
- Se mandaría al Consejo a resolver prontamente el pleito acerca de la feria concedida al marqués de Astorga.
- En su ausencia, el o los gobernadores del reino dispondrían de amplios poderes para perdonar cualquier delito, tanto civil como criminal.
- No se suspenderían los litigos o pleitos judiciales.

## Repercusiones en Castilla

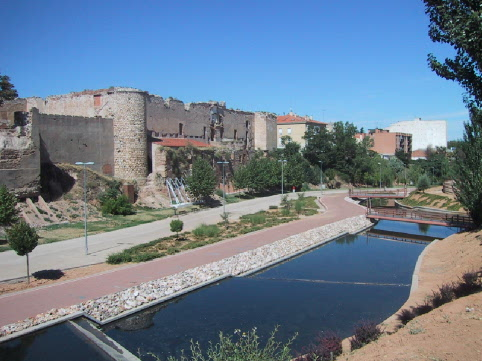
Alcázar Real de Guadalajara, asaltado en 1520 por una multitud que demandaba el castigo de los procuradores.

Las críticas de las Cortes de Santiago y la Coruña se abordaron desde una perspectiva fiscal, sobre todo por la difusión de un rumor que afirmaba que los procuradores habían votado una serie de impuestos y cargas fiscales desorbitadas, tales como que todo hombre casado debería pagar un ducado por él, un ducado por su esposa, dos reales por cada niño, un real por cada sirviente, cinco maravedíes por cada oveja o cordero, cierta suma por las tejas de su casa etc. Los que desobedecieron sus poderes o a la opinión popular, aceptando la votación de los doscientos cuentos, fueron en su mayoría intimados por los regimientos y la población de las ciudades que representaban, y en varias ocasiones el furor antifiscal de junio cobró sus víctimas más o menos fatales, como en Segovia o Burgos. El servicio sería entonces renunciado a principios de agosto por el nuevo emperador, en un intento de aplacar los ánimos, pero la medida no logró el efecto deseado como consecuencia de la radicalización del movimiento comunero. 
Posteriormente se haría referencia, en un documento redactado por los comuneros y dirigido al rey de Portugal para justificar su rebeldía, a los procedimientos que la Corte y Carlos llevaron a cabo para conseguir el servicio reclamado, citando prisiones, amenazas, corrupción etc, en unas Cortes que ellos denominan arrebatadas.
También el concejo soriano, en una carta del 5 de octubre dirigida a uno de sus procuradores, el comendador Aguilera, se lanzó a criticar las Cortes de Santiago, reprochandole tanto a él como a la mayoría de las delegaciones el hecho de que Castilla se hallase sumida en los problemas en los que estaba.

## Las Cortes de 1520 en la historiografía
La publicación de las actas de las Cortes de Santiago y la Coruña, realizada en 1882 por la Real Academia de la Historia, ha rectificado los varios errores en que incurrieron los cronistas Prudencio de Sandoval, Pedro Mejía y el historiador Ferrer del Río, entre otros, referentes a la presidencia y el día de la inauguración de las Cortes —según los autores nombrados, las Cortes se iniciaron el 1 de abril bajo la presidencia de Hernando de la Vega—. Sandoval, concretamente, incurre también en la inexactitud de decir que solo un procurador de León aceptó el servicio, cuando está claro que lo hicieron los dos. Respecto al monto del impuesto votado, el mismo cronista cita un supuesto testimonio coetáneo a la revuelta, cuyo autor declara no saberlo con exactitud: 

Ya habéis oído, como dije, que el servicio que se pedía eran trecientos cuentos; y en otra parte dije seiscientos cuentos. Aquí digo agora que dicen que son novecientos cuentos, y por esto non vos maravilléis desta diferencia non se averiguar, porque nadie pudo saber el secreto de cuánto era.
Prudencio de Sandoval, Historia de la vida y hechos del emperador Carlos V.

En realidad, el monto del servicio fue el mismo que el votado en las Cortes de 1518, doscientos cuentos, por lo que en realidad se trataba de extender su plazo —prorrogarlo— por otros tres años.
Por otra parte, el historiador hispanista Joseph Pérez analizó el resultado de las Cortes de 1520 perfilándolo como un enfrentamiento entre las ciudades que participaban de los beneficios de la exportación de la lana y del comercio mercantil del sur, cuyos representantes decidieron conceder el servicio con pocas reticencias, y las ciudades del interior del país, que se mantuvieron por lo general en la oposición, o acabaron cediendo tardíamente y contra su voluntad. Al primer grupo pertenecían Ávila, Cuenca, Guadalajara, Jaén, Segovia, Soria, Burgos, Sevilla y Granada, y al segundo, Córdoba, Madrid, Murcia, Toro, Valladolid, Zamora y León, sin contar a Salamanca y Toledo que, aunque no asistieron a las sesiones, se alineaban con la oposición. Según Pérez, las mismas agrupaciones antagónicas se reflejarían poco después en la Guerra de las Comunidades de Castilla.

### Libros
- Pérez, Joseph (1977). La revolución de las Comunidades de Castilla (1520-1521). Siglo XXI de España Editores. ISBN 9788432302664.

- Danvila y Collado, Manuel (1897). Historia crítica y documentada de las Comunidades de Castilla, volumen I (PDF). Colección de documentos, opúsculos, y antigüedades que publica la Real Academia de Historia; 35-40. Madrid: Memorial Histórico Español.

- Fernández Álvarez, Manuel; Menéndez Pidal, Ramón (1979). La España del Emperador Carlos V (1500-1558; 1517-1556). Historia de España, volumen 20. Espasa-Calpe. ISBN 9788423948284.

- Giménez Fernánez, Manuel (1984). Bartolomé de las Casas: Capellán de S.M. Carlos I poblador de Cumana (1517-1523), tomo II. Edición reimpresa. Editorial CSIC - CSIC Press. ISBN 9788400056629.

- Salvá Pérez, Anselmo (1895). Burgos en las Comunidades de Castilla (PDF). Burgos: Imprenta y librería de Hijos de Santiago Rodríguez.

- de Leiva y Muñoz, Francisco (1870). Los Comuneros de Córdoba ante Carlos I, rey de España y emperador de Alemania: documentos inéditos copiados del archivo municipal (PDF). Imprenta del Diario Córdoba.

- Cebriá, Ernest Belenguer (2001). De la unión de coronas al Imperio de Carlos V. Sociedad Estatal para la Acción Cultural Exterior, S.A. ISBN 9788495146700.

- Berzal de la Rosa, Enrique (2008). Los comuneros: de la realidad al mito. Sílex Ediciones. ISBN 9788477372066.

- Viallon, Marie (2008). Construire l'espace au XVIe siècle: actes du XIVe colloque du Puy-en-Velay. Université de Saint-Etienne. ISBN 9782862724812.

- Colmeiro, Manuel (1884). Cortes de los antiguos reinos de León y de Castilla. Introducción escrita y publicada de orden de la Real Academia de la Historia 2 (Establecimiento Tipográfico de los Sucesores de Rivadeneyra edición). Madrid.

- Fernández Álvarez, Manuel (1989). La sociedad española en el Siglo de Oro, volumen I. Editorial Gredos. ISBN 9788424913908.

- de Sandoval, Prudencio (1681). Historia de la vida y hechos del emperador Carlos V. Impreso por Geronymo Verdussen.

### Publicaciones
- de Tapia Sánchez, Serafín (2007). «La participación de Ávila en las Comunidades de Castilla» (PDF). Separata 3: 139-182. ISBN 9788496433519.

- Diago Hernando, Máximo (2005). «Realistas y comuneros en Madrid en los años 1520 y 1521. Introducción al estudio de su perfil sociopolítico» (PDF). Anales del Instituto de Estudios Madrileños (45): 35-93. ISSN 0584-6374.

- Diago Hernando, Máximo (2000). «Las ciudades castellanas contra Carlos I: Soria durante la revuelta de las Comunidades» (PDF). Celtiberia (94): 125-184. ISSN 0528-3647.

- Fernández Álvarez, Manuel (1983). «La Zamora comunera de 1520» (PDF). Studia historica. Historia moderna (1): 7-28. ISSN 0213-2079.

- Traseira de Abajo, Ignacio (2017). «La guerra en las Comunidades en la ciudad de León» (PDF). Estudio dirigido por Margarita Torres Sevilla. Máster en cultura y pensamiento europeo: tradición y pervivencia: Instituto Lou de Humanismo y Tradición clásica, Universidad de León. Archivado desde el original el 12 de junio de 2018. Consultado el 12 de junio de 2018.

- Diago Hernando, Máximo (2004). «La representación ciudadana en las asambleas estamentales castellanas: Cortes y Santa Junta comunera. Análisis comparativo del perfil sociopolítico de los procuradores» (PDF). Anuario de Estudios Medievales 34 (2): 599-665. ISSN 0066-5061.

- Marin, Pretel Aurelio (2004). «Los comuneros de Albacete» (PDF). Castilla en llamas: La Mancha comunera. Coordinada por Miguel Fernando Gómez Vozmediano: 211-254. ISBN 9788493623517.